# Secrets (álbum)
Secrets es el segundo álbum de estudio de la cantante estadounidense Toni Braxton, lanzado el 18 de junio de 1996 por LaFace Records y Arista Records. El álbum fue nominado para el mejor álbum del álbum en los premios Grammy 1997. Secrets ha sido certificado platino octuple por la Asociación de la Industria de Grabación de América (RIAA). En todo el mundo, el álbum ha vendido más de 15 millones de copias. En apoyo del álbum, Braxton se embarcó en el Secrets Tour, tocando fechas en América del Norte y Europa de agosto de 1996 a octubre de 1997.

## Lista de canciones
| Álbum |                                                  |          |  |
| N.º   | Título                                           | Duración |  |
| 1.    | «Come on Over Here»                              | 3:37     |  |
| 2.    | «You're Makin Me High»                           | 4:27     |  |
| 3.    | «There's No Me Without You»                      | 4:19     |  |
| 4.    | «Un-Break My Heart»                              | 4:30     |  |
| 5.    | «Talking in His Sleep»                           | 5:33     |  |
| 6.    | «How Can an Angel Break My Heart?» (con Kenny G) | 4:21     |  |
| 7.    | «Find Me a Man»                                  | 4:29     |  |
| 8.    | «Let It Flow»                                    | 4:22     |  |
| 9.    | «Why Should I Care»                              | 4:26     |  |
| 10.   | «I Don’t Want To»                                | 4:17     |  |
| 11.   | «I Love Me Some Him»                             | 5:07     |  |
| 12.   | «In the Late of the Night»                       | 5:15     |  |
| 13.   | «Toni's Secrets»                                 | 0:15     |  |